# Судска медицина
Судска медицина је једна је од медицинских специјалности у оквиру које су њени лекари,  стручно оспособљени, да уз примену савремених метод медицине науке и форензике дају стручно мишљење о дијагнози и лечењу болести, као и о непосредним и посредним узроцима смрти, те разложитим механизмима наступања оштећења организма или смрти.

## Надлежности специјалисте судске медицине
| Надлежности         | Опис послова |
| ------------------- | --- |
| Опште надлежности   | - Даје мишљење о дијагнози и лечењу болести - Даје мишљење о непосредним и посредним узроцима смрти и образложења о механизмима наступања оштећења или смрти - Даје мишљење о дијагнози на основу цитоморфолошке односно хистоморфолошке анализе узорка ткива или ћелија, по потреби уз употребу додатних метода и анализа - Даје, на научној основи засновано мишљење за ткивно-морфолошко дијагнозу уз састављање протокола и одржавање стандарда у лабораторији, уз извођење патолошке, цитолошке и судско-медицинске дијагностике најчешћих болести из хуманих клиничких узорака - Сарађује са државним надзорним и јавноздравственим службама |
| Посебне надлежности | - Општа, обдукцијска и специјална патологија - Форензичка танатологија - Форензичка обдукција и форензичка хистологија - Патологија трауме - Чедоморство, дела против полности, насиље у породици - Форензичка токсикологија - Идентификација - Молекуларне методе у судској медицини - Трасеологија и балистика - Криминалистичко истраживање - Форензичка радиологија - Законска регулатива - Судскомедицинска вештачења - Форензичка ентомологија - Организација, планирање и управљање у судској медицини. |